# Celita Schutz
Pour les articles homonymes, voir Schutz.
Celita Schutz, née le 17 février 1968 à Houston, est une judokate américaine.

## Palmarès international en judo
| Jeux panaméricains         | Jeux panaméricains | Jeux panaméricains |
| Année                      | Médaille           | Catégorie          |
| -------------------------- | ------------------ | ------------------ |
| 1999                       | argent             | –63 kg             |
| Championnats panaméricains |                    |                    |
| Année                      | Médaille           | Catégorie          |
| 1998                       | bronze             | –63 kg             |